# Nowy cmentarz żydowski w Łodzi
Cmentarz żydowski w Łodzi – otwarty 10 listopada 1892 roku i funkcjonujący do dziś cmentarz w Łodzi, położony w południowej części Bałut, na niewielkim wzniesieniu pomiędzy ulicami Bracką, Zagajnikową, Zmienną i Inflancką. Największa w Europie nekropolia żydowska, położona na terenie zajmującym 42 ha. W 131 kwaterach znajduje się 160 tys. zachowanych macew, między 180 tys. a 230 tys. pochowanych, w tym ok. 45 tys. zmarłych i zamordowanych w okresie funkcjonowania Ghetto Litzmannstadt. Na cmentarzu posadowiony jest największy grobowiec żydowski na świecie –  Mauzoleum Izraela Poznańskiego.

## Historia
Cmentarze żydowskie składają się zawsze z dwóch części: przedpogrzebowej i grzebalnej. W części przedpogrzebowej następuje przygotowanie zwłok do pochówku, między innymi poprzez rytualne obmycie zwłok wodą (na łódzkim cmentarzu zachował się metalowy stół do obmywania zwłok męskich) i zawinięcie ich w biały całun. Przygotowanie zwłok męskich odbywa się po prawej stronie domu przedpogrzebowego, a kobiecych po lewej. Dopiero tak przygotowane zwłoki przenosi się do części grzebalnej zwanej „wiecznym domem” („domem życia” lub „dobrym miejscem”) przez wewnętrzną bramę. Unika się określeń związanych ze słowem śmierć. Ponieważ część przedpogrzebowa nie jest uświęcona spełnia również rolę części gospodarczej danego cmentarza.

### Do zakończenia I wojny światowej
W końcu XIX w. pierwszy cmentarz żydowski w Łodzi przy ul. Wesołej (obecnie nazywany „starym”) wypełnił całkowicie obszar jemu przeznaczony. Powstała konieczność budowy nowego i dlatego w 1891 roku Izrael Poznański kupił od Juliusza Heinzla ponad 10 hektarów terenów wydzielonych z dóbr Marysin i Arturówek. 5 sierpnia 1892 r. władze gubernialne wyraziły zgodę na lokalizację nowego cmentarza, którą zatwierdził 4 września 1892 r. Generał-Gubernator. 10 listopada 1892 r. Dozór Bóżniczy zawiadomił prezydenta Łodzi, że zamknięto stary cmentarz i otworzono nowy przy ul. Brackiej. W kwietniu 1898 r. nastąpiło otwarcie największego w Polsce domu przedpogrzebowego (powierzchnia zabudowy 850 m²) wzniesionego według projektu Adolfa Zeligsona, z inicjatywy Miny Konstadt – wdowy po Hermanie – która podarowała na ten cel 18 tys. rubli.

### Okres międzywojenny
W okresie międzywojennym ulica wiodąca do bramy cmentarnej nosiła nazwę Cmentarnej. Obecną nazwę – Chryzantem, otrzymała w 1961 roku. W 2008 r. jej część od ul. Brackiej do bramy cmentarnej otrzymała nazwę Abrama Cytryna.

### Okres okupacji niemieckiej, 1939–1945
W okresie II wojny światowej teren cmentarza znalazł się w granicach getta. Pozostałością po tym tragicznym okresie jest tzw. „pole gettowe”, miejsce masowych pochówków więźniów getta i wiele innych osobnych mogił z tego okresu. Na polu tym pochowano ogółem ponad 45 tys. osób.

### Okres współczesny
W roku 1956 na terenie części przedcmentarnej stanął niewielki pomnik poświęcony ofiarom łódzkiego getta i obozów zagłady, w kształcie obelisku oraz świecznika i złamanego drzewa dębu, zrealizowany wg projektu Adama Muszki.
W 1980 r. cmentarz został wpisany do rejestru zabytków. W 1984 r. powołano do życia Społeczny Komitet Opieki nad Cmentarzem Żydowskim w Łodzi. Od lat 90. XX wieku zauważalna jest intensyfikacja działań na rzecz ratowania nekropolii, m.in. uporządkowano „Pole Gettowe”, odrestaurowano zabytkową mozaikę wewnętrznej kopuły grobowca Poznańskiego, poddano renowacji dom przedpogrzebowy. Aktywnie, od przełomu lat osiemdziesiątych i dziewięćdziesiątych XX w., współdziała przy renowacji cmentarza Fundacja Rodziny Nissenbaumów.
Z okazji obchodów 65. rocznicy likwidacji łódzkiego getta, w 2009 r. cmentarz połączono z pomnikiem Radegast szlakiem pamięci koncepcji Grzegorza Wichrowskiego i Tadeusza Tomaszewskiego. Projekt ten przekształcił oba miejsca w spójny martyrologicznie kompleks. Cmentarz wpisany jest do rejestru zabytków pod numerem A/276 z 17.09.1980. W 2015 cmentarz został uznany pomnikiem historii.

## Pochowani i architektura funeralna
Na cmentarzu dominują nagrobki w kształcie macewy, choć kwatery znajdujące się przy głównej alei mają charakter grobowców rodzinnych. Przy reprezentacyjnej alei stoi monumentalne mauzoleum Izraela Poznańskiego. Spotkać tu można także grobowce innych łódzkich przemysłowców, m.in. Barcińskich, Jarocińskich, Katsenbergów, Kohnów, Prussaków, Rosenblattów, Silbersteinów, Stillerów. Ponadto przy Brackiej pochowani są m.in.: malarz Stanisław Heyman (1843–1915), lekarz dr Seweryn Sterling (1864–1932), założyciel i długoletni dyrektor łódzkiego pogotowia ratunkowego dr Władysław Pinkus (1850–1929), przemysłowiec i finansista Herman Konstadt (1835–1895), rabin Gminy Żydowskiej w Łodzi Eliasz Chaim Majzel (1821–1912), podrabin łódzki wybrany do Sejmu Ustawodawczego RP Mojżesz Eliasz Halpern (zm. 1921). Można też znaleźć mogiły rodziców poety Juliana Tuwima i kompozytora Artura Rubinsteina.

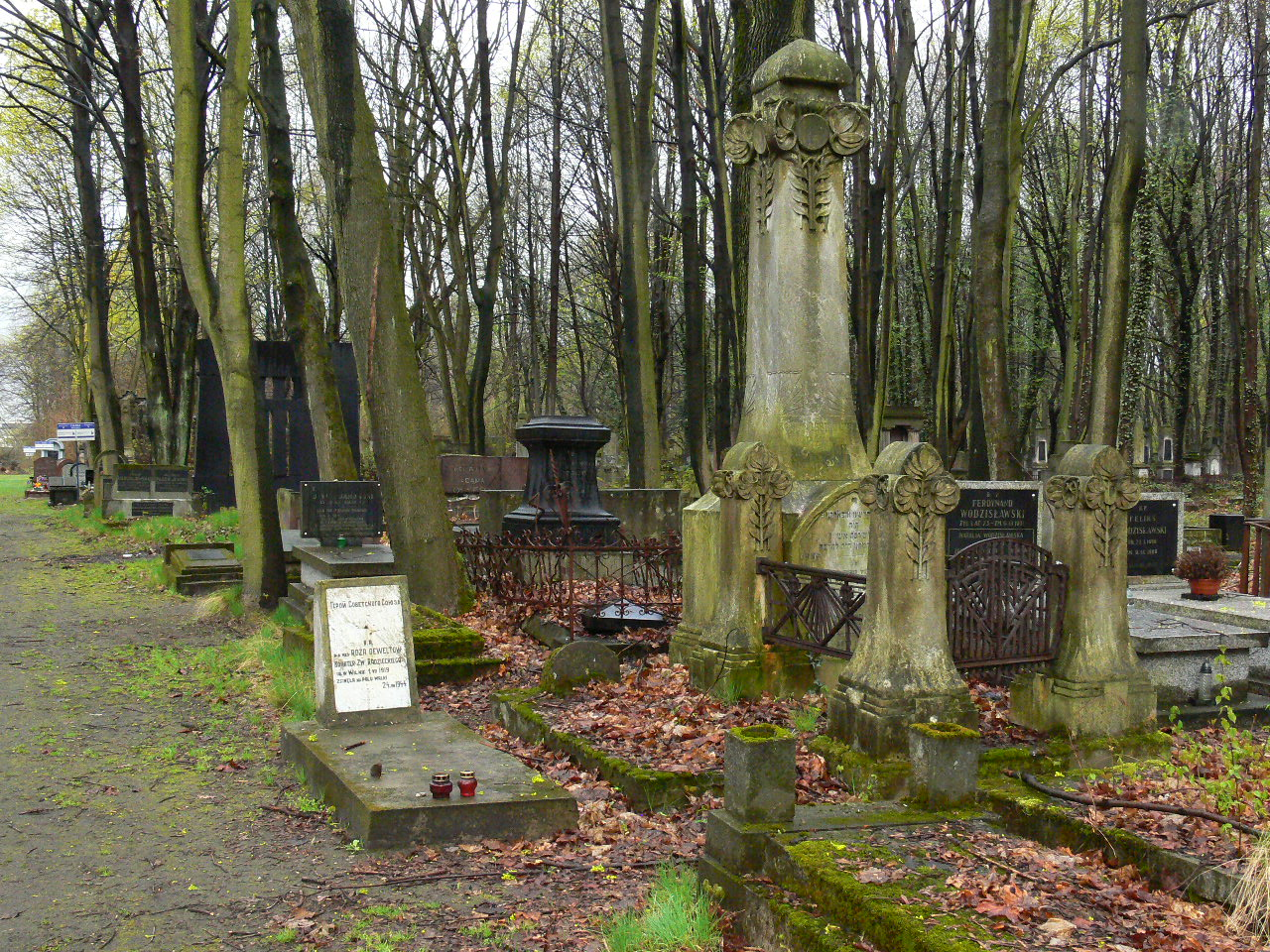
Grób Róży Deweltow; marzec 2014 r.

Przez dziesiątki lat tajemnicą tego cmentarza była niewielka mogiła przy głównej alei, w pobliżu mauzoleum Poznańskich, Róży Deweltow. Z napisu na pomniku wynikało, że jest tu pochowana lekarka Armii Czerwonej z tytułem Bohatera Związku Radzieckiego poległa na polu walki 24 lipca 1944. Dodatkowo na pomniku umieszczono czerwoną pięcioramienna czerwoną gwiazdę, zniszczoną na przełomie lat 80. i 90. XX wieku. Tajemnica wyjaśniła się w 2014 roku. Pochowaną była wileńska Żydówka, poległa w miejscowości Klejniki (białostockie), kawaler najwyższego odznaczenia bojowego ZSRR – Orderu Wielkiej Wojny Ojczyźnianej I klasy; pochowana w Klejnikach, w 1950 r. ekshumowana z inicjatywy matki (która po pobycie w obozach koncentracyjnych Kaiserewald i Stutthof w 1945 znalazła się w Łodzi) na łódzki cmentarz.
W nieustalonym miejscu na łódzkim cmentarzu żydowskim jest pochowanych ponad 600 Sinti i Romów, przywiezionych jesienią 1941 r. do łódzkiego getta z „Burgenlandu”, z pogranicza austro-węgierskiego, pomieszczonych w „obozie cygańskim” na terenie getta. Zmarli z powodu potwornych warunków bytowania, jeszcze gorszych niż w getcie. Pozostałych przy życiu (ok. 5000 osób), po wybuchu epidemii tyfusu, zgładzono w miejscu zagłady w Chełmnie n. Nerem (Kulmhof am Nehr) na początku 1942 roku.

## Fauna i flora
Czterdziestodwuhektarowy obszar cmentarza to powierzchnia biologicznie czynna. Na cmentarzu znajduje się ponad 8 tys. drzew (m.in. klon pospolity, klon jawor, jesion, brzoza, topola), głównie samosiewów (obsadzono jedynie główną aleję), w tym starodrzew. Na terenie cmentarza żyją także zwierzęta – ptaki oraz drobne ssaki (w tym dużo nietoperzy).
W 2019 r. zakończono inwentaryzację przyrodniczą, która stanowi podstawę do wykonania prac pielęgnacyjnych zieleni, które rozpoczęły się w 2021 r. w ramach projektu Pielęgnacja i zabezpieczenie zabytkowego starodrzewia na terenie Cmentarza Żydowskiego w Łodzi, realizowanego przez Gminę Wyznaniową Żydowską w Łodzi we współpracy z pracownikami Szkoły Głównej Gospodarstwa Wiejskiego pod kierownictwem dr hab. Ewy Zaraś – architekt krajobrazu i dendrolog.